# Filmmusik
Filmmusik, im Englischen auch Soundtrack oder Score genannt, ist die speziell für einen Film neu komponierte, oder aus bereits vorhandenen klassischen, populären und anderen musikalischen Quellen speziell für einen Film neu zusammengestellte Musik (siehe Abschnitt Techniken). Charakteristisch ist eine funktionale und inhaltliche Verbindung zwischen Bild und Musik. Filmmusik soll die Stimmungs- und Gefühlsebene in einem Film beeinflussen und dessen Handlungsführung unterstützen.
Filmmusik ist kein fester Genrebegriff, sondern in vielen Fällen vielmehr eine Zusammenführung unterschiedlichster Strömungen. So fußen viele harmonisch-melodische Prozesse in der Filmmusik (z. B. Modalharmonik, teils exzessiver Mediantengebrauch, spezielle Motivik) im Besonderen auf einer Symbiose der Musik der spätromantischen Ära, des Expressionismus/Impressionismus, sowie späterer Avantgarde und nicht zuletzt auch unterschiedlichsten Einflüssen aus populär-kontemporärer Musik wie Jazz, Pop, Blues oder elektronischer Musik.

## Produktionsprozess
Üblicherweise wird eine Filmmusik in der Postproduktion nach der Anfertigung eines Rohschnitts erstellt. Regisseur und Filmkomponist gehen diese erste Schnittfassung eines Films durch und entscheiden, welche Stellen des Films musikalisch untermalt werden sollen und welcher Art diese Musik sein soll. Abhängig vom Regisseur wird schon im Schnitt eine vorläufige Musikspur aus bereits existierender Musik angelegt, ein sogenannter temp track. Nicht selten passiert es bei dieser Arbeitsweise jedoch, dass statt einer Originalkomposition dann die eigentlich vorläufige Musik beibehalten wird (so geschehen z. B. bei „2001: Odyssee im Weltraum“, zu dem ursprünglich Alex North die Filmmusik schreiben sollte). Bei Fernsehproduktionen wird häufig mit musikalischem Archivmaterial gearbeitet, um die Kosten und das Risiko neuer Musikaufnahmen zu sparen.
Die Stellen, in denen im Film Musik erscheinen soll, werden in einem cue sheet mit Anfangs- und Endzeiten festgehalten. Ausgehend von diesen Informationen komponiert der Filmkomponist dann seine Musik, die bei einem Spielfilm durchaus eine Länge von über eineinhalb Stunden haben kann. Die konkrete Arbeitsweise variiert dabei von Komponist zu Komponist und ist auch abhängig von der Zeit, die dem Komponisten zur Verfügung steht. Meist erstellt der Komponist ein Particell mit den Melodien und mehr oder minder detaillierten Anweisungen zur Instrumentierung. Diese Particells werden dann von Orchestratoren zu einer Partitur ausgeführt. Manche Komponisten wie Ennio Morricone oder James Horner orchestrierten ihre Partituren vielfach selbst, andere wie Hans Zimmer übernehmen diese Aufgabe grundsätzlich nicht. Kopisten extrahieren dann aus der Partitur die einzelnen Stimmen für die einzelnen Instrumente. Dieser zeitraubende Vorgang musste in früherer Zeit von Hand ausgeführt werden; heute werden die Partituren vielfach mit einem Notensatzprogramm erstellt. Auch viele andere Arbeitsschritte von der Niederschrift bis zur Musikaufnahme finden heute computerunterstützt statt.
Schließlich wird die Musik von einem Orchester synchron zum Film aufgenommen. Dabei leitet der Dirigent das Orchester, während er auf einer Leinwand oder einem Monitor den Film parallel sehen und so die gewünschte Synchronität zum Film herstellen kann. Häufig dirigiert der Komponist das Orchester dabei selbst. Das Orchester besteht entweder aus nur für diese Aufnahmesitzung engagierten Musikern (ein sogenanntes session orchestra), die entweder fest in einem Orchester angestellt oder freiberuflich tätig sind. Vielfach wird aber auch ein festes Orchester für diesen Zweck engagiert. Beispiele hierfür sind das Deutsche Filmorchester Babelsberg, das London Symphony Orchestra und das BBC Concert Orchestra, welche bereits zahlreiche Filmmusiken eingespielt haben.
Ein anderes Verfahren ist eine relativ frühe Einbeziehung des Komponisten in die Regiearbeit. Der Regisseur des Filmes bespricht den Charakter der Musik und die notwendigen Filmmusiksequenzen, der Komponist fertigt schon früh eine Musikversion an. Diese Musik dient später dem Schnitt als Vorlage. Bestimmte Filmsequenzen werden direkt auf die Musik geschnitten. Dadurch wird eine direkte Einbeziehung der Musik in das filmische Geschehen und eine höhere Musikalität der Schnittfolge erreicht.
Die Produzenten entscheiden bei der abschließenden Tonmischung über die endgültige Verwendung der Musik und ihr Verhältnis zu den fertiggestellten Dialogen, Geräuschen und elektronischen Effekten.

## Geschichte

### Stummfilmzeit
Die frühen, vor der Erfindung des Tonfilms hergestellten Filme werden zwar als Stummfilme bezeichnet, waren jedoch in der damaligen Aufführungspraxis nicht „stumm“, da sie üblicherweise mit begleitender Musik oder Geräuschen aus einer außerfilmischen Quelle vorgeführt wurden. Bereits 1895 stellten die Gebrüder Lumière in Paris erstmals kurze Filme vor, die von einem Pianisten live untermalt wurden. Es wurden in der filmgeschichtlichen Forschung verschiedene Überlegungen zu den Gründen angestellt, aus denen man begann Filme mit Musik zu unterlegen:
- Die Tonlosigkeit wurde vom Publikum als irritierend empfunden, da der Film zwar eine bildliche Wiedergabe der physischen Realität lieferte, jedoch durch fehlenden Ton von der Wirklichkeitserfahrung der Zuschauer abwich.[3]
- Da die Filmprojektoren um 1900 noch sehr schlecht waren, mussten die Vorführräume vollkommen abgedunkelt werden. Die Musik sollte die unheimliche Stimmung vertreiben und es den einander fremden Zuschauern mittels vertrauter Musik behaglicher machen.[4]
- Das Rattern des Filmprojektors sollte übertönt werden.[5]
- Das Publikum war an Schauspielmusik gewöhnt, die damals verbreiteter war als heute.
- Wie auch heutzutage hatte sie eine erzählerische oder die Stimmung unterstützende Funktion.

Als Begleitmusik wurden zunächst bereits bekannte Musikstücke etwa aus Opern und Operetten verwendet. Für bestimmte Handlungsmomente setzte man dabei oft standardmäßig Musikstücke ein (z. B. den Hochzeitsmarsch von Felix Mendelssohn Bartholdy für Hochzeitsszenen oder den Liebestraum von Franz Liszt für Liebesszenen). Notensammlungen mit für die Filmuntermalung zusammengestellten Musikstücke, sogenannte Kinotheken, wurden herausgegeben. Später wurde in seltenen Fällen auch Musik individuell für einen bestimmten Film geschrieben. Die Noten für die Musiker lagen der Filmkopie bei der Distribution bei.
Zu Beginn begleiteten nur einzelne Pianisten, Geiger oder Flötisten die Stummfilme. Erst die Aufführungen in großen Sälen boten Platz für mehr Musiker. Es gab eigene Kinoorgeln, die neben zahlreichen Klangfarben auch über Geräuscheffekte (Pferdegetrappel, Wind usw.) verfügten und auch für kleine Lichtspielhäuser geeignet waren. Auch Orchestrions oder Phonographen wurden eingesetzt.
Vor dem Ersten Weltkrieg wurde es Mode in großen Kinosälen der Metropolen, insbesondere in den großen Premierentheatern, die Aufführungen mit eigenen Kinoorchestern von bis zu 80 Musikern zu begleiten. Insbesondere in den Jahren nach dem Krieg setzte sich diese Methode der Musikbegleitung mit eigens komponierter synchroner Orchestermusik, auch Originalmusik genannt, durch (z. B. 1924 bei F.W.Murnaus Der letzte Mann, Musik von Giuseppe Becce, 1926 bei Sergej Eisensteins Panzerkreuzer Potemkin mit Musik von Edmund Meisel oder 1927 bei Napoleon von Abel Gance). Diese Ensembles mussten gut vom Notenblatt spielen und schnell reagieren können, weil auf das Zeichen des Dirigenten hin sofort zum nächsten Takt oder sogar zum nächsten Stück gewechselt wurde.

### Der frühe Tonfilm
1927 präsentierten Warner Bros. mit Der Jazzsänger den ersten langen Tonspielfilm. Es verlagerte sich die Ausführung der Musik von den Kinosälen in die Studios. Tonfilme hatten den Vorteil, dass die Studios Filmmusik gezielter und einheitlicher für einen bestimmten Film einsetzen konnten. Der Stil dieser Filmmusik orientierte sich dabei an der Orchestermusik des ausgehenden 19. Jahrhunderts. Der so entstehende charakteristische Hollywoodsound wurde besonders geprägt durch aus Europa, vor allem Deutschland, Österreich und Russland, ausgewanderte an der europäischen Musik orientierte Komponisten, wie Bernhard Kaun, Erich Wolfgang Korngold, Dimitri Tiomkin oder Max Steiner.
Die Produktion verlief meist unter großem Zeitdruck. In der Regel gab es eine Arbeitsteilung zwischen Komponisten und Arrangeuren. Die Partituren wurden häufig nach der Tonaufnahme vernichtet und müssen heute im Falle einer Wiederaufführung aufwendig restauriert werden.
Während der Nachkriegszeit wandelte sich die Filmmusik: Neue Einflüsse aus dem Jazz und der Unterhaltungsmusik kamen hinzu. Repräsentanten dieser neuen Richtung waren unter anderem Henry Mancini und John Barry. Ab dieser Zeit stieg auch die Bedeutung für den Wiedererkennungseffekt mit Filmmelodien wie z. B. der Zither-Musik zu „Der dritte Mann“ (1949) oder dem gepfiffenen Marsch in „Die Brücke am Kwai“ (1957).

### Filmmusik im Zeitalter des Fernsehens
Um 1950 wurden Rock-, Pop- und Jazzmusik populärer; in der Filmindustrie erkannte man dies. Komponisten wie Alex North („A Streetcar Named Desire“, dt. „Endstation Sehnsucht“) und Elmer Bernstein („Der Mann mit dem goldenen Arm“) integrierten Elemente der Jazzmusik in ihre sinfonischen Kompositionen.
Mitte der 1950er Jahre erkannten Filmmusik-Produzenten eine zusätzliche Einnahmequelle und gaben Titelmelodien in Auftrag, die später als Einzeltitel oder Soundtrack vermarktet wurden. Äußerst populäre Stücke wie seinerzeit Moon River von Henry Mancini/Johnny Mercer wurden mehr als eine Million Mal verkauft.
Den entscheidenden Anstoß, das große sinfonisch besetzte Orchester nicht mehr als Regelfall, sondern vielmehr in Abhängigkeit von den inhaltlichen und dramaturgischen Anforderungen eines konkreten Films zu verwenden, gab Bernard Herrmanns Partitur zu Hitchcocks Psycho (1960), in der er sich auf ein Streichorchester beschränkte. Herrmann hatte bereits in einigen Filmen der 1950er Jahre das Prinzip der Auswahlinstrumentation angewandt und so den Weg für eine ästhetische Maxime vorbereitet, nach der jeder Film einen ihm eigenen, unverwechselbaren Sound erhalten sollte.
Mit der Auflösung der Music Departments und der Orientierung der US-Filmindustrie auf neue, junge Zuschauerschichten trat um 1960 an die Stelle orchestraler Filmmusik vielfach die jeweils aktuelle Popularmusik. Ein bekanntes Beispiel für den Einsatz von teils bereits vorhandenen, teils speziell für einen konkreten Film geschriebenen Songs war die Musik von Simon & Garfunkel für den Film Die Reifeprüfung (1967). Es wurden für die Filmmusik nicht nur eigens dafür entworfene Kompositionen verwendet, sondern auch Songs von damaligen Interpreten der Rock- und Popmusik. Beispiele hierfür sind der Kult-Film Easy Rider (1969) mit einem Soundtrack aus der Woodstock-Ära oder der Fantasyfilm Highlander – Es kann nur einen geben (1986), zu dem die Rockband Queen acht Songs beisteuerte. Besonders das Genre des Roadmovies bediente sich dieser Möglichkeit.
Ab den 1970er Jahren wurde in Hollywood wieder mehr mit großen Sinfonieorchestern und Leitmotiv-Technik gearbeitet. Großen Anteil daran hatten die RCA-Filmmusik-Schallplattenveröffentlichungen durch Charles Gerhardt und dem National Philharmonic Orchestra, die wesentlich zur Wiederentdeckung klassischer Hollywood-Kompositionen der 1930er und 1940er Jahre beitrugen. Dies veranlasste junge Regisseure wie Steven Spielberg und George Lucas, sich wieder auf diese Form der musikalischen Begleitung der Handlung zu besinnen. Als wichtige Marksteine für die Rückkehr klassischer sinfonischer Filmmusik gelten John Williams’ Kompositionen für Der weiße Hai und die Star-Wars-Filme ab 1977. Die Musik sollte neben all den bombastischen Bildern als eine Art Anker funktionieren, die dem Zuschauer vertraute Klänge bietet und tiefgründige Gefühle vermittelt.
Filmmusik ist heute auch fester Bestandteil des Marketings eines Filmes, wobei das Angebot von Tonträgern über die Möglichkeit des Herunterladens aus dem Internet bis hin zu Klingeltönen für Mobiltelefone reicht.

## Techniken
Allgemein wird zwischen drei Kompositionstechniken Leitmotiv-Technik (sinnvermittelnd), Underscoring und Mood-Technik (stimmungsvermittelnd) unterschieden. Im Vergleich zur Mood-Technik kommen die Leitmotiv-Technik und das Underscoring heute eher weniger zum Einsatz.

### Leitmotiv-Technik
Dieses aus der Oper und insbesondere den Musikdramen Richard Wagners bekannte Verfahren hat zur Aufgabe, Personen, Gegenstände der Handlung oder Erzählstränge, die im Film eine zentrale Rolle einnehmen, musikalisch zu repräsentieren. Dazu werden wichtigen Charakteren, Handlungsgegenständen oder Erzählsträngen eigene Motive, sogenannte Leitmotive zugeordnet, die dann je nach den Erfordernissen der Geschichte in die Gesamtkomposition eingebaut, wiederholt und variiert werden. So können auch Vorahnungen, Situationsveränderungen oder Rückverweise, die die Filmhandlung betreffen, vermittelt werden.

### Underscoring
Das Underscoring ist eine Kompositionstechnik, die die auf der Leinwand dargestellten Geschehnisse und Gefühle annähernd synchron nachvollzieht. Die Musik dient dabei der Untermalung bis zur Unterstützung und Verstärkung der optischen Eindrücke. Eine extreme Form ist das Mickey-Mousing. Dabei akzentuiert der Filmkomponist einzelne Bewegungen der Akteure im Film, etwa einzeln gesetzte Schritte, durch eine musikalische Verdopplung. Der Name rührt von der intensiven Verwendung dieser Technik in Cartoons. Der komische Eindruck, den diese Technik hervorruft, ist hier beabsichtigt. Abgesehen von Zeichentrickfilmen und Komödien wird das Underscoring heutzutage eher selten angewendet.

### Mood-Technik
Die Mood-Technik unterlegt Filmsequenzen mit musikalischen Stimmungsbildern, die der Sequenz einen der Musik eigenen, expressiven Stimmungsgehalt hinzufügen (englisch mood, auf Deutsch: „Stimmung“). Sie wird häufig als dem Underscoring entgegengesetzte Kompositionsstrategie bezeichnet, da sie eine Szene nicht nur musikalisch „verdoppelt“, sondern „einfärbt“.

## Formen
Der Schweizer Musikwissenschaftler Hansjörg Pauli veröffentlichte 1976 ein Modell zur Untersuchung von Filmmusik anhand ihrer Formen, verwarf es allerdings 1994 als unzureichend, mit der Veröffentlichung eines neuen Modells. Trotzdem ist sein Modell von 1976 eines der am meisten verwendeten. Es unterscheidet drei Formen der Filmmusik:
- Paraphrasierung: „Als paraphrasierend bezeichne ich eine Musik, deren Charakter sich direkt aus dem Charakter der Bilder, aus den Bildinhalten, ableitet.“[10] – Die Musik paraphrasiert das Geschehen auf der Leinwand, indem sie es verdoppelt und nachvollzieht. Eine extreme Paraphrasierung wird durch die Kompositionstechnik des Mickey-Mousings erreicht.

- Polarisierung: „Als polarisierend bezeichne ich eine Musik, die kraft ihres eindeutigen Charakters inhaltlich neutrale oder ambivalente Bilder in eine eindeutige Ausdrucksrichtung schiebt.“[10] – Die Musik polarisiert das Geschehen auf der Leinwand, indem sie durch einen eigenen Sinn- oder Stimmungsgehalt seinen Sinn- oder Stimmungsgehalt verschiebt. Sie leistet mehr als bloße Paraphrasierung, indem sie eine Filmsequenz „in ein gewisses Licht rückt“.

- Kontrapunktierung: „Als kontrapunktierend bezeichne ich eine Musik, deren eindeutiger Charakter dem ebenfalls eindeutigen Charakter der Bilder, den Bildinhalten klar widerspricht.“[10] – Die Musik vermittelt den entgegengesetzten Sinn- und Stimmungsgehalt des Leinwandgeschehens. Damit ironisiert sie das Geschehen und hat einen Verfremdungseffekt.

## Funktionen
Filmmusik ist funktional, d. h., sie wird genutzt, um Visuelles klanglich zu unterstützen und zu verdeutlichen sowie die Wahrnehmung und Emotionen des Zuschauers zu beeinflussen. Für eine Systematik der Funktionen gibt es verschiedene Ansätze, im Folgenden die Unterteilung nach Kloppenburg.

### Syntaktische Funktion
Die Syntaktische Funktion ermöglicht uns ein leichteres strukturelles Verstehen des Geschehens. So werden Sequenzen akustisch zueinander in Beziehung gesetzt. Mittels Musik wird z. B. ein weicher Übergang von der einen zur nächsten Sequenz geschaffen oder es wird eine starke Abgrenzung der Sequenzen voneinander bewirkt. Im zweiten Fall hilft die Musik dem Zuschauer, Handlungsstränge voneinander zu trennen. Filmmusik kann des Weiteren Einstellungswechsel verdeutlichen (z. B. Point of View Protagonist A – Wechsel zu Point of View Protagonist B).

### Expressive Funktion
Die Expressive Funktion ist wohl die uns am meisten bewusste und wichtigste Funktion der Filmmusik. Sie verstärkt und intensiviert unsere Wahrnehmung des Geschehens. Filmmusik hat einen expressiven Charakter, der z. B. im Film gezeigte Gefühle unterstützt und hervorhebt. Sie ist es, die den Zuschauer dazu bewegt, die jeweilige Szene als noch romantischer oder noch trauriger oder noch angestrengter etc. zu empfinden. Es findet durch die Filmmusik eine Intensivierung des Situationserlebens statt. Diese Funktion der Filmmusik spiegelt sich besonders gut wider in den Kompositionstechniken wie Mood-Technik oder Underscoring, welche auch eine bestimmte Stimmung hervorrufen können. Allein über die visuelle Ebene ist beim Rezipienten das vom Filmemacher gewünschte Empfinden nicht zu erreichen. Die Musik hilft dem Rezipienten, Gesehenes auf die gewünschte Weise zu verstehen und zu interpretieren. Nach Nick und Ulner wird Musik eingesetzt, um „die Atmosphäre des Films zu generieren, zu verdichten und den Schauplatz vertiefend zu charakterisieren.“

### Dramaturgische Funktion
Die Dramaturgische Funktion lässt sich sehr gut am Beispiel der Motivtechnik belegen und erklären. Filmmusik hat die Aufgabe, Personen zu charakterisieren. Sie verkörpert eine Person allgemein und drückt zugleich die jeweilige Stimmung der Protagonisten aus oder wird stellvertretend für die Person eingespielt, beispielsweise, wenn es thematisch um sie geht oder sie gleich selber auf der visuellen Ebene zu sehen sein wird. Neben den Stimmungen kann sie natürlich auch Spannungen erzeugen, indem sie sich z. B. bedrohlich anhört. Dadurch kann sie Einfluss in die Interpretation des Rezipienten bezüglich der Handlung nehmen. Sie gibt quasi einen Kommentar ab, wie es Kloppenburg (2000) nennt. Durch das, was die Musik ausdrückt, kann ein Eingriff in die gegenwärtige Handlung stattfinden, sie kann den Zuschauer auf Kommandos aufmerksam machen oder auch auf etwas Zurückliegendes verweisen.

## Komponisten
Für den Film komponierten seit der Stummfilmära zahlreiche Komponisten. Eine der ersten Originalmusiken für das junge Lichtspiel (ohne Verwendung von Fremdmusik) schrieb der berühmte französische Komponist Camille Saint-Saëns für einen sogenannten „Kunstfilm“ der Film d’Art-Gesellschaft 1907. Die Besetzung für den etwa zwölfminütigen Film Die Ermordung des Herzogs von Guise ähnelt jener des damaligen Salonorchesters. Weitere innovative Komponisten der Stummfilmzeit waren Giuseppe Becce, Hans Erdmann, Leo Spies, Ernst Krenek, Wolfgang Zeller, Hugo Riesenfeld. In der deutschen Filmmusik hatten Komponisten wie Hans Erdmann (Nosferatu – Eine Symphonie des Grauens (1921)), Gottfried Huppertz (Die Nibelungen  (1922/24) und Metropolis (1927)) die Technik der Leitmotivik Richard Wagners bereits sehr früh angewandt. Vor allem in der Frühzeit des Tonfilms mit seinen noch nicht standardisierten Produktionsbedingungen gab es neben der dominierenden Mitarbeit von Operetten- und Schlagerkomponisten sowie ehemaligen Kinokapellmeistern (wie z. B. Giuseppe Becce) auch unter den klassisch ausgebildeten jungen Komponisten ein großes Interesse an den neuen künstlerischen Möglichkeiten dieses modernen Mediums. In Frankreich waren es Mitglieder der Gruppe Le Six wie Auric, Milhaud oder Honegger, die künstlerisch anspruchsvolle Partituren für den Film schrieben, in Tschechien Martinů. In Deutschland wären vor 1933 Musiker wie Karol Rathaus, Walter Gronostay, Paul Dessau und Hanns Eisler zu nennen. Für die sowjetischen Komponisten empfahl sich der Film als ein Medium, Musik für die Massen zu schreiben und so deren Kunstgeschmack zu verbessern. Neben Branchenspezialisten (wie z. B. Nikolaj Krjukow) waren nahezu alle klassischen Musiker, die vor allem Opern, Sinfonien oder Ballette schrieben, auch als Filmkomponisten tätig. Sergei Prokofiev (Alexander Newski) oder Dmitri Schostakowitsch (Hamlet, King Lear) waren hierbei die prominentesten Vertreter.
In Großbritannien gelang es dem Dirigenten Muir Mathieson ab den 1930er Jahren bekannte Komponisten zum Schreiben von Filmmusik zu bewegen, darunter Richard Addinsell, William Alwyn, Malcolm Arnold, Arthur Bliss, Clifton Parker, Ralph Vaughan Williams und William Walton. Später kamen unter anderem John Addison, Ron Goodwin und John Scott hinzu.
Während der 1930er-Jahre wurde der spezifische Hollywood-Klang vor allem durch emigrierte europäische Komponisten geprägt. Nicht zuletzt Komponisten aus dem deutschsprachigen Raum (vor allem Deutschland und Österreich) wie Max Steiner (King Kong und die weiße Frau), Bernhard Kaun (Frankenstein), Franz Waxman (Frankensteins Braut) oder Erich Wolfgang Korngold (Robin Hood, König der Vagabunden) leisteten wichtige Arbeit bei der Übertragung der wagnerschen Leitmotivtechnik auf die noch junge amerikanische Filmmusik. Herrmann wie Steiner gehören zu den großen Golden Age-Komponisten (Der Schatz der Sierra Madre, King Kong).
Der Ungar Miklós Rózsa (Ivanhoe – Der schwarze Ritter, Ben Hur, El Cid) schrieb nach seiner Ausbildung am Konservatorium in Leipzig 1937 seine erste Filmmusik. Komponisten wie Elmer Bernstein und Maurice Jarre arbeiteten in bis zu sechs verschiedenen Jahrzehnten in Hollywood. Weitere Vertreter der Zeit von 1945 bis 1965 waren unter anderem der US-Amerikaner Alfred Newman, der deutschstämmige Hugo Friedhofer, der Russe Dimitri Tiomkin und der New Yorker Bernard Herrmann.
Bekannte Vertreter zeitgenössischer Filmmusik sind unter anderem Ennio Morricone, Lalo Schifrin, John Williams, Howard Shore, Alan Silvestri, James Newton Howard, Danny Elfman, James Horner, Thomas Newman, Hans Zimmer, Rachel Portman, Alexandre Desplat, John Powell oder Michael Giacchino.
Neben Komponisten zeitgenössischer Musik, so etwa Michael Nyman, Philip Glass, John Corigliano, Elliot Goldenthal oder Tan Dun, schreiben auch Vertreter der Pop- und Rockmusik zuweilen Filmmusik, darunter Daft Punk, Pink Floyd, Peter Gabriel, Jonny Greenwood, Mike Oldfield, Queen, Toto, Underworld, Vangelis und Rick Wakeman.